# Вид Відня з Бельведера
«Вид Відня з Бельведера» (італ. Vienna vista dal Belvedere) — картина італійського живописця Бернардо Беллотто (1720–1780), представника венеціанської школи. Створена приблизно у 1759–1761 роках. Зберігається у колекції Музею історії мистецтв у Відні (інв. №GG 1669).

## Опис
Бернардо Беллотто, племінник Каналетто (1697–1768), у молодості був його учнем. Це полотно, одне з 13-ти картин, що входили до циклу видів Відня, виконаного художником для імператриці Священної Римської імперії Марії-Терезії (1717–1780) упродовж двох років, які він провів у столиці Габсбургів. Картина знаходиться в імператорській колекції з дати заснування. 
Пейзаж зображений з Верхнього Бельведера, палацу, зведеного разом з Нижнім Бельведером у 20-ті роки XVIII століття. Картина відрізняється винятковою топографічною точністю, і, ймовірно, Беллотто працював з камерою-обскура, якою часто користувалися художники-ведутисти для точного зображення. Художник детально зобразив, хоча із деякою свободою побудови перспективи, будівлі, людей і тіні. Ліворуч — Карлскірхе, праворуч — церква Салезіанських монахинь; з-поміж двох будівель височіє над містом собор св. Стефана, який своєю отичною вежею виділяється на фоні неба; перед ним помітні Нижній Бельведер і замок Шварценберг з оранжереєю. На задньому плані також помітні пагорби Каленберг і Леопольдсберг. 
Сфінкси Нижнього Бельведеру з тілами левів і головами людей втілюють розум, об'єднаний силою. Для картини притаманні геометрична точність і зображення людей у дусі вишуканої меланхолії.